# Гуштери (Зворник)
Гуштери су насељено мјесто у општини Зворник, Република Српска, БиХ. Према попису становништва из 1991. у насељу је живјело 777 становника.

## Становништво
Према попису становништва из 1991. године, мјесто је имало 777 становника.
| Националност | 1991. |
| Срби         | 430   |
| Укупно       |       |

| Демографија | Демографија | Демографија |
| Година      | Становника  | Становника  |
| ----------- | ----------- | ----------- |
| 1948.       | 474         |             |
| 1953.       | 574         |             |
| 1961.       | 637         |             |
| 1971.       | 819         |             |
| 1981.       | 908         |             |
| 1991.       | 776         |             |